# Friedrich Schröder (Komponist)
Friedrich Hermann Dietrich Schröder (* 6. August 1910 in Näfels, Schweiz; † 25. September 1972 in Berlin) war ein deutscher Komponist.

## Leben und Wirken
Der Sohn eines Ingenieurs aus Westfalen und einer schwäbischen Mutter wuchs ab 1914 in Stuttgart auf. Nach dem Abitur 1927 studierte Schröder in Münster Musikgeschichte und Kirchenmusik. 1929 übersiedelte er nach Berlin und setzte sein Studium an der Hochschule für Musik als Schüler von Paul Höffer fort. Zu dieser Zeit verlor er durch die Weltwirtschaftskrise das Vermächtnis seines Vaters. Seinen Plan, Kirchenmusiker zu werden, gab er auf und schlug sich als Kopist durch. Er lernte Peter Kreuder kennen und arbeitete als dessen Arrangeur an zahlreichen Filmmusiken mit. Von 1934 bis 1937 wirkte er neben Werner Schmidt-Boelcke als Kapellmeister am Metropol-Theater (Berlin-Mitte). Gleichfalls war er Schüler des Berliner Operettenkomponisten Paul Lincke und dirigierte hier auch seine Werke.
1936 komponierte Schröder die ersten eigenen Schlagermelodien, ab 1937 die ersten eigenen Filmmusiken. Zugleich arbeitete er unter anderem für das Orchester Die Goldene Sieben. Danach war er wieder für den Film tätig, schrieb außerdem mehrere Operetten, eine Oper und Konzertstücke. Schröder stand 1944 in der Gottbegnadeten-Liste des Reichsministeriums für Volksaufklärung und Propaganda.
1948 ernannte man ihn zum 1. Leiter der Musikabteilung des gerade gegründeten RIAS Berlin. 1955 empfing Schröder als erster den Paul-Lincke-Ring. 1957 wurde er musikalischer Leiter des Bertelsmann Schallplattenringes. Er war an der Gründung der Schallplattenfirma Ariola beteiligt und erreichte die Rückkehr von Zarah Leander nach Deutschland. Mit ihr produzierte er die ersten Nachkriegstitel für Bertelsmann. Jahrelang konzentrierte sich Schröder auf seine Arbeit als Musikproduzent.
1964 wählte man ihn zum Präsidenten des Vereins zur Förderung der deutschen Tanz- und Unterhaltungsmusik. Er war Mitinitiator eines Nachwuchsseminars für Unterhaltungsmusik an der Hochschule für Musik in Berlin.

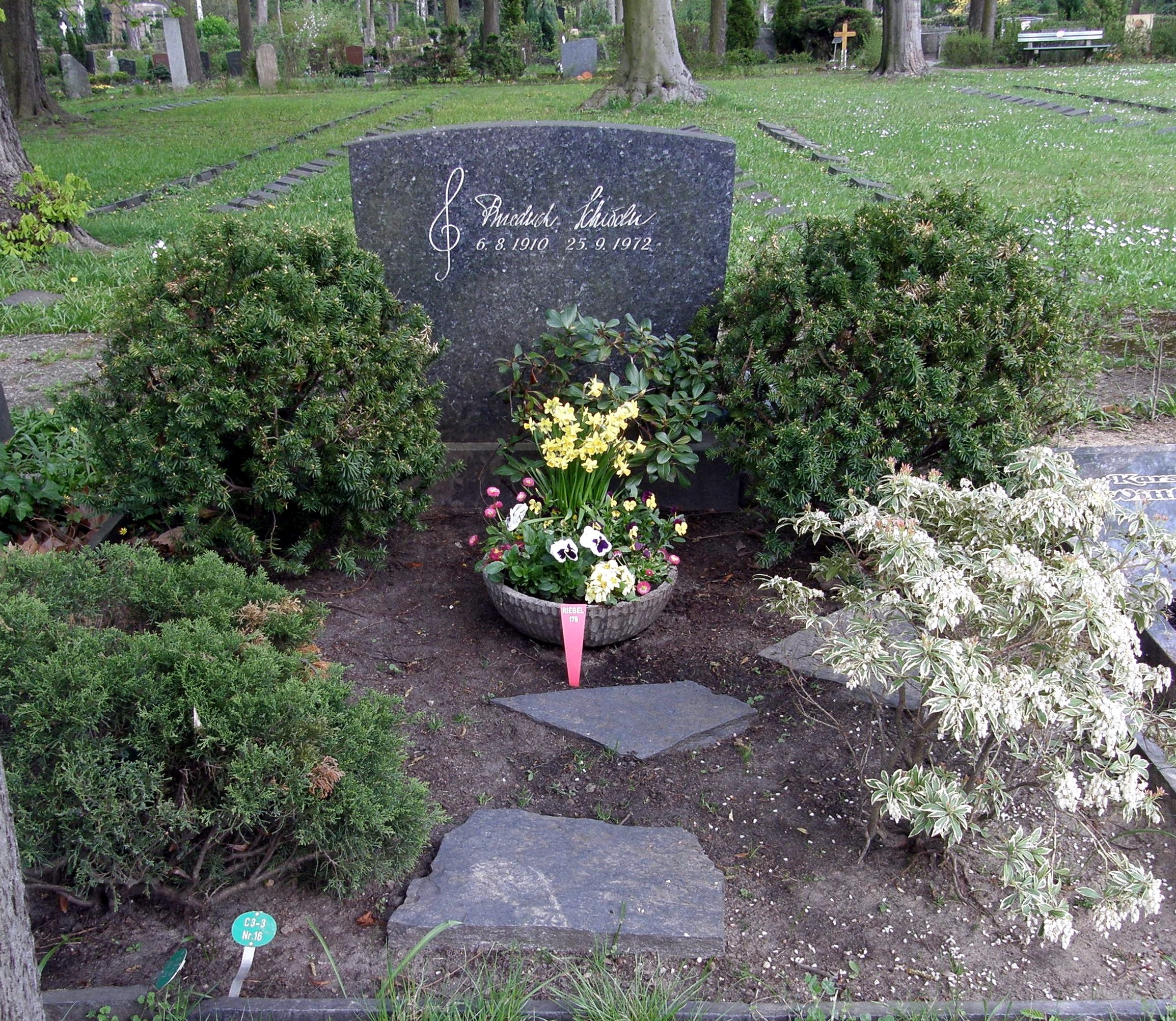
Schröders Grab auf dem Friedhof Wilmersdorf

Schröder war seit 1931 mit Lieselotte Wiedenhaupt verheiratet und durch sie Vater dreier Kinder. Aus einer anderen Beziehung stammte eine weitere Tochter. Er wurde auf dem Friedhof Wilmersdorf in Berlin beigesetzt. Die Grabstätte befindet sich in der Abt. C3-3-16/17.

## Operetten
- Hochzeitsnacht im Paradies (Uraufführung am 23. September 1942 im Metropol-Theater, Berlin-Mitte)
- Nächte in Shanghai (Uraufführung am 12. Februar 1947 im Metropol-Theater, Berlin-Mitte)
- Chanel Nº 5 (Uraufführung am 23. Dezember 1947 im Corso-Theater, Berlin)
- Die große Welt (Uraufführung im Februar 1951 im Hessischen Staatstheater Wiesbaden)
- Isabella (Uraufführung im Juli 1954 im Nationaltheater Mannheim)
- Das Bad auf der Tenne (Spieloper in zehn Bildern, Uraufführung am 26. März 1955 im Opernhaus Nürnberg)
- Die Jungfrau von Paris (Uraufführung am 19. Dezember 1969 im Raimundtheater in Wien)

## Filmmusiken
- 1936: Weiße Sklaven
- 1937: Sieben Ohrfeigen
- 1938: Ein Lied von Liebe
- 1938: Einquartierung bei Klawunde
- 1938: Kleiner Mann – ganz groß
- 1938: Fortsetzung folgt
- 1938: Eine Nacht im Mai
- 1939: Onkel Fridolin
- 1939: Die Brezel
- 1939: Mann für Mann
- 1940: Ihr Privatsekretär
- 1940: Alles Schwindel
- 1940: Golowin geht durch die Stadt
- 1940: Der Kleinstadtpoet
- 1941: Immer nur Du
- 1941: Oh, diese Männer
- 1941: Ein Windstoß
- 1942: Weiße Wäsche
- 1942: Meine Freundin Josefine
- 1943: Die große Nummer
- 1943: Akrobat schö-ö-ö-n
- 1943/46: Peter Voss, der Millionendieb
- 1949: Nächte am Nil
- 1950: Maharadscha wider Willen
- 1950: Hochzeitsnacht im Paradies
- 1951: Professor Nachtfalter
- 1951: Hilfe, ich bin unsichtbar!
- 1951: Die Schuld des Dr. Homma
- 1952: Ein ganz großes Kind
- 1953: Briefträger Müller
- 1953: Der verzauberte Königssohn
- 1953: Die Privatsekretärin
- 1954: Sanatorium total verrückt
- 1954: Jedem das Seine
- 1954: Meine Schwester und ich
- 1955: Schwedenmädel (Sommarflickan)
- 1956: Charleys Tante
- 1956: Das Bad auf der Tenne
- 1956: Pulverschnee nach Übersee
- 1956: Das Sonntagskind
- 1956: Das Donkosakenlied
- 1958: Italienreise – Liebe inbegriffen
- 1961: Ihr schönster Tag
- 1962: Hochzeitsnacht im Paradies
- 1963: Frühstück im Doppelbett

## Lieder / Schlager
- Ein Glück, daß man sich so verlieben kann (1942, Text: Günther Schwenn)
- Gnädige Frau, wo war’n sie gestern? (1939, Text: Hans Fritz Beckmann)
- Großstadtlied (Über die Dächer der großen Stadt) (Text: Peter Holm)
- Ich tanze mit dir in den Himmel hinein (1937, Text: Hans Fritz Beckmann)
- Ich werde jede Nacht von Ihnen träumen (1937, Text: Hans Fritz Beckmann)
- In einer Nacht am Ganges (1950, Text: Curth Flatow)
- Kinder, wie die Zeit vergeht (1938, Text: Günther Schwenn, Peter Schaeffers)
- Komm mit mir nach Tahiti
- Laß die Frau, die dich liebt, niemals weinen (Text: Hans Fritz Beckmann)
- Leb wohl, adieu, auf Wiedersehn (1947, Text: Günther Schwenn)
- Liebling, was wird nun aus uns beiden? (Text: Hans Fritz Beckmann)
- Man müßte Klavier spielen können (Text: Hans Fritz Beckmann)
- Maria Maddalena (1941, Text: Hans Martin Cremer)
- Negermamas Wiegenlied (Text: Günther Schwenn)
- So stell’ ich mir die Liebe vor (1942, Text: Günther Schwenn)
- Träume kann man nicht verbieten (1947, Text: Günther Schwenn)
- Was ich dir noch sagen wollte… (1942, Text: Günther Schwenn)
- Weil der D-Zugführer heute Hochzeit macht (1938, Text: Hans Fritz Beckmann)
- Zankduett (Text: Hans Fritz Beckmann)